# Stableford
Una gara Stableford, è una speciale formula di gioco che prende il nome dal nome del suo inventore, il Dottor Frank Barney Gorton Stableford (1870–1959), che la ideò intorno al 1898 dato che se ne ha notizia certa in una partita giocata quell'anno al Glamorganshire Golf Club di Penarth nel Galles.
Questa nel gioco del golf è una speciale gara a colpi, dove vengono assegnati dei punti al termine di ogni buca.
Questo avviene solitamente per gare di giocatori dilettanti, per evitare che il gioco diventi eccessivamente lungo, costringendo gli altri giocatori a lunghe attese (un giocatore in gare a colpi in teoria potrebbe segnare anche cento colpi in una sola buca). Infatti, nella normale gara Medal è obbligatorio, pena la squalifica, imbucare ad ogni buca. Nella gara Stableford, invece, quando il giocatore ha eseguito già un numero di colpi tali da non permettergli un punteggio maggiore di zero in una buca, può alzare la palla. La formula, molto popolare tra i dilettanti delle categorie inferiori, consente anche di non pregiudicare la classifica con una buca particolarmente disastrosa, come invece avverrebbe nel normale gioco a colpi.
Questi punti vengono calcolati in base al numero di colpi fatti in quella buca, al Par della buca e strettamente rapportati all'handicap del giocatore.

## Punteggio
Nel caso di un giocatore scratch (con un vantaggio o handicap pari a zero) il punteggio assegnato è il seguente:
- buca terminata 4 colpi sotto al Par (Condor): 6 punti;
- buca terminata 3 colpi sotto al Par (Albatross - Doppio Eagle in USA): 5 punti;
- buca terminata 2 colpi sotto al Par (Eagle): 4 punti;
- buca terminata 1 colpo sotto al Par (Birdie): 3 punti;
- buca terminata in Par: 2 punti;
- buca terminata 1 colpo sopra al Par (Bogey): 1 punto;
- buca terminata 2 colpi sopra al Par (Doppio Bogey) o peggio: 0 punti.

Nel caso di un vantaggio (Handicap) diverso da zero il par con cui confrontare il risultato sarà adeguato: ad es. un giocatore con handicap pari a 36 aggiungerà 2 colpi al par di ogni buca. In un campo da golf, ad ogni buca viene assegnato un livello di difficoltà, da 1 (la buca più difficile) a 18 (quella più facile); in base a questo livello viene deciso in quali buche vanno assegnati i colpi in più o in meno, e dunque quale punteggio lordo deve raggiungere il giocatore per conquistare dei punti. Ad esempio, un giocatore con handicap 20 avrà un colpo in più a disposizione su tutte le buche, più un ulteriore colpo sulle due buche più difficili del campo, di modo che in queste ultime segnerà due punti se terminerà in due colpi sopra il Par.

## Risultato finale
Al termine della partita, i punteggi ottenuti per ogni buca vengono sommati, e si ottiene così un punteggio totale. Idealmente, questo punteggio dovrebbe essere di 36 (il giocatore dovrebbe ottenere 2 punti per ogni buca). Se il punteggio effettivo risulta superiore, allora l'handicap del golfista viene diminuito in conseguenza al risultato positivo. Se il punteggio è invece inferiore di 36, l'handicap può rimanere uguale o aumentare leggermente in conseguenza del risultato negativo.

Recentemente è stato anche introdotto il Competition Stableford Adjustment (CSA) che prevede delle modifiche dei risultati finali a seconda delle condizioni generali in cui si è gareggiato. Con il CSA, il punteggio di tutti i concorrenti di una gara viene aumentato o diminuito secondo criteri matematici che si basano sui risultati medi. Se essi sono nella norma, e ciò accade quando il campo è in buone condizioni ed il meteo è favorevole, il valore del CSA è 0 e dunque i punteggi non vengono modificati. Quando i risultati medi sono invece piuttosto notevoli, ciò indica che il campo è in condizioni ottime tanto da essere più facile del solito, e di conseguenza il CSA può assumere valore -1 (viene quindi tolto un punto a tutti i giocatori). Altrimenti, se i risultati sono scarsi (il che avviene di frequente in caso di vento o pioggia), il CSA può assumere valore da +1 a +3: nell'ultimo caso la gara può anche venire dichiarata non valida (N/V) o solo riduzione: ciò significa che nessun giocatore vedrà aumentare il suo handicap nel caso in cui giochi male, ma esso diminuirà comunque se egli segna più di 36 punti totali.